# Gand-Wevelgem 1994
La Gand-Wevelgem 1994, cinquantaseiesima edizione della corsa, si svolse il 6 aprile 1994, per un percorso totale di 210 km. Fu vinta dal belga Wilfried Peeters, al traguardo con il tempo di 5h08'00" alla media di 40,909 km/h.
Partenza con 191 ciclisti, 108 dei quali tagliarono il traguardo.

## Ordine d'arrivo (Top 10)
| Pos. | Corridore                | Squadra          | Tempo    |
| ---- | ------------------------ | ---------------- | -------- |
| 1    | Wilfried Peeters         | GB-MG Maglificio | 5h08'00" |
| 2    | Franco Ballerini         | Mapei-CLAS       | s.t.     |
| 3    | Johan Museeuw            | GB-MG Maglificio | a 16"    |
| 4    | Andrei Tchmil            | Lotto-Caloi      | s.t.     |
| 5    | Djamolidine Abdoujaparov | Polti-Vaporetto  | s.t.     |
| 6    | Zbigniew Spruch          | Lampre-Panaria   | s.t.     |
| 7    | Dmitrij Konyšev          | Jolly Compon.    | s.t.     |
| 8    | Maximilian Sciandri      | GB-MG Maglificio | s.t.     |
| 9    | Fabio Roscioli           | Brescialat       | s.t.     |
| 10   | Guy Nulens               | Novemail         | s.t.     |